# Liste von Kraftwerken in Äquatorialguinea
Die Kraftwerke in Äquatorialguinea werden sowohl auf einer Karte als auch in Tabellen (mit Kennzahlen) dargestellt. Die Liste ist nicht vollständig.

## Installierte Leistung und Jahreserzeugung
Im Jahr 2014 lag Äquatorialguinea bzgl. der installierten Leistung mit 200 MW an Stelle 160 und bzgl. der jährlichen Erzeugung mit 98 Mio. kWh an Stelle 200 in der Welt. Der Elektrifizierungsgrad liegt bei 66 % (93 % in den Städten und 48 % in ländlichen Gebieten). Laut dem staatlichen Stromversorger Sociedad de Electricidad de Guinea Ecuatorial (Segesa) liegt die installierte Leistung bei 390 MW.

## Karte
| Djibloho |

| Sendje |

## Kalorische Kraftwerke
| Name des Kraftwerks | Inst. Leistung (MW) | Brennstoff | Status     |
| ------------------- | ------------------- | ---------- | ---------- |
| Bata                | 24                  | Erdgas     | in Betrieb |
| Malabo              | 154                 | Erdgas     | in Betrieb |
| Sipopo              | 22                  | Erdgas     | in Betrieb |

## Wasserkraftwerke
| Name des Kraftwerks | Inst. Leistung (MW) | Fluss | Status     |
| ------------------- | ------------------- | ----- | ---------- |
| Djibloho            | 120                 | Wele  | in Betrieb |
| Sendje              | 200                 | Wele  | in Bau     |